# Bucculatrix noltei
Bucculatrix noltei — вид лускокрилих комах родини кривовусих крихіток-молей (Bucculatricidae).

## Поширення
Вид поширений в Європі. Присутній у фауні України.

## Опис
Розмах крил 5-6 мм. Передні крила піщано-коричневі з коричневими та білини смугами.

## Спосіб життя
Розвивається у двох поколіннях у рік. Метелики літають у квітні-травні і вдруге у липні-серпні. Гусениці живляться на полині звичайному. Личинки раннього віку мінують листя, старшого віку поїдають листя зовні. Зимує у стадії лялечки.